# Xã Reeds Creek, Quận Lawrence, Arkansas
Xã Reeds Creek (tiếng Anh: Reeds Creek Township) là một xã thuộc quận Lawrence, tiểu bang Arkansas, Hoa Kỳ. Năm 2010, dân số của xã này là 958 người.